# بوچنه
بوچنه (به لهستانی: Buczyny}} یک روستا در لهستان است که در گمینا تژبیل واقع شده‌است.